# Alexander Iwanowitsch Rumjanzew

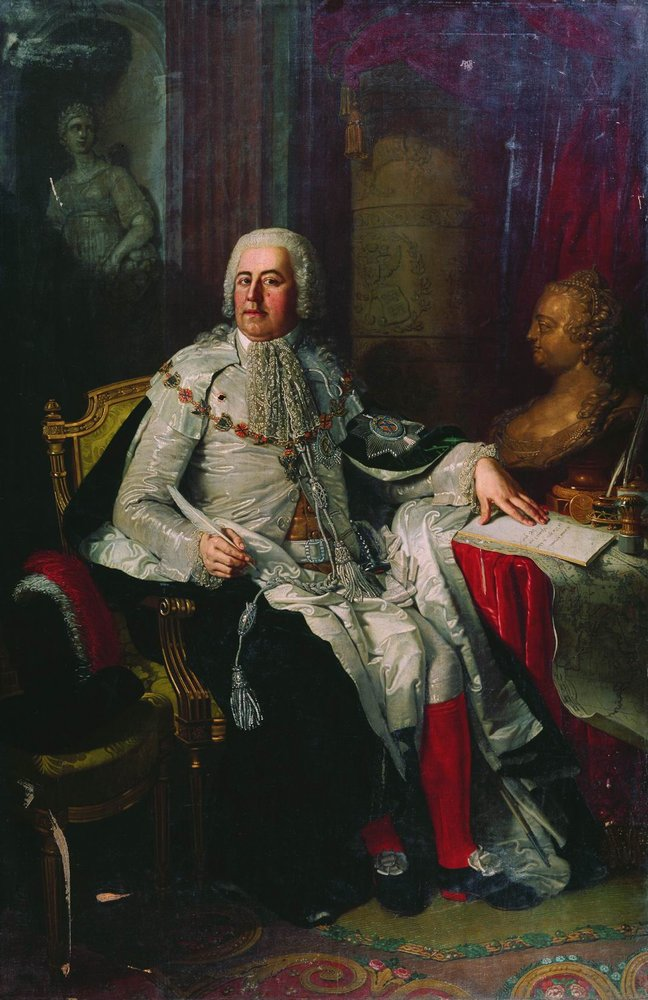
Alexander Rumjanzew auf einem Gemälde von Wladimir Borowikowski

Graf Alexander Iwanowitsch Rumjanzew (russisch Александр Иванович Румянцев, wiss. Transliteration Aleksandr Ivanovič Rumjancev; * 1680; † 15. März 1749) war ein General der russischen Armee.

## Leben
Rumjanzew trat 1704 in das Preobraschenski-Garderegiment ein und stieg durch die Gunst Peters des Großen rasch auf. Er wurde 1722 Oberbefehlshaber der Armee in Persien und ging dann als Botschafter nach Konstantinopel. 1732 wurde er von der Kaiserin Anna wegen verschwenderischer Verwaltung der Kroneinkünfte nach Kasan verbannt und 1735 Gouverneur daselbst. Er kämpfte unter Burkhard Christoph von Münnich gegen die Türken und schloss am 7. August 1743 den Frieden von Åbo, wofür er von der Kaiserin Elisabeth in den Grafenstand erhoben wurde.

## Familie
1720 heiratete er die Gräfin Maria Matwejewa (1699–1788), Enkelin und Erbin des Staatsmannes und Reformers Artamon Sergejewitsch Matwejew (1625–1682). Seine Kinder waren:
- Jekaterina Alexandrowna (* 1721; † 1786); ⚭ Nikolai Michailowitsch Leontjew
- Daria Alexandrowna (* 1723; † 1809); 1.⚭ Graf Franz Joseph von Waldstein, 2.⚭  Fürst Jurij Nikititsch Trubetskoy
- Pjotr Alexandrowitsch (* 1725; † 1796) Jekaterina Michailowna Golyzina
- Praskowja Alexandrowna (* 1729; † 1786), ⚭ Graf Jacob Bruce